# Reinhold Bachler
Reinhold Bachler   (Eisenerz, 26 de desembre de 1944) és un saltador d'esquí austríac, ja retirat, que va competir durant les dècades de 1960 i 1970.
El 1968 va prendre part en els Jocs Olímpics d'Hivern de Grenoble, on disputà dues proves del programa de salt amb esquís. En el salt curt guanyà la medalla de plata, rere Jiří Raška, mentre en el salt llarg fou sisè. Quatre anys més tard, als Jocs de Sapporo, tornà a disputar dues proves del programa de salt amb esquís. En ambdues finalitzà més enllà de la vintena posició. La tercera i darrera participació en uns Jocs va tenir lloc el 1976, a Innsbruck, on fou cinquè en el salt llarg i sisè en el salt curt.
Durant la seva carrera va aconseguir 21 victòries en competicions de la FIS, en l'època anterior a la Copa del Món. Va prendre part en tres edicions del Campionat del Món d'esquí nòrdic. Una vegada retirat va exercir d'entrenador d'esquí entre el 1982 i el 2000.